# Конецполь (Украина)
Конецполь (укр. Кінецьпіль) — село в Первомайском районе Николаевской области Украины.
Основано в 1634 году. Население по переписи 2001 года составляло 3518 человек. Почтовый индекс — 55230. Телефонный код — 5161. Занимает площадь 30 км².

## Местный совет
55230, Николаевская обл., Первомайский р-н, с. Конецполь, ул. Комсомольская, 18, тел. 66-475
Конецполь — местечко Подольской губернии, Балтского уезда, при реках Буге и Кодыме; в начале XVII в. принадлежало Станиславу Конецпольскому, который, под руководством Боплана, заложил здесь крепость в 1622 г.; крепость часто подвергалась нападениям татар. Жителей 886 (1894), дворов 111. Церковь, еврейский молитвенный дом, водяная мельница. {ЭСБЕ}
История
Название населенного пункта происходит от конец Польши (koniec Polski)
ссылка на источник:
"SłOWNIK. GEOGRAFICZNY KRÓLESTWA POLSKIEGO l INNYCH KRAJÓW SŁOWIAŃSKICH." 
WYDANY POD REDAKCYA Bronisława Chlebowskiego,WARSZAWA.1893
"Z warowni, pozostały zaledwie szczątki wałów i opodal stojący słup ciosowy nad Bohem z napisem 
```
                       "Koniec Polski".
```

ссылка на источник:
№ 2077. – 1705 году, октября 22. 
"Запись межевая, постановленная у реки Бога, на съезде между коммисарами, Российским Емельяном Украинцовым и Турецким Эффенди Кочь Магметом."
"а таковым способом та граница ниже описана: початок границы от Польских концев, где Польская граница скончалась, близ рекою Бугом"